# Marie Lenéru

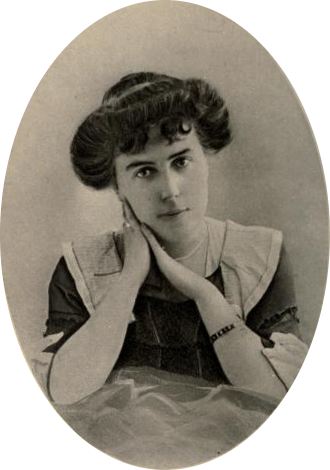
Marie Lenéru im Alter von 37 Jahren

Marie Lenéru (* 2. Juni 1875 in Brest; † 23. September 1918 in Lorient, Frankreich) war eine französische Dramatikerin. In Erinnerung geblieben ist sie durch ihr Tagebuch, das eines der ersten Dokumente des Feminismus in Frankreich darstellt.

## Leben
Marie Lenéru stammte aus einer Familie von Seeleuten; ihr Großvater mütterlicherseits war Admiral. Ihr Vater starb, als sie weniger als drei Monate alt war. Ein Onkel, der Philosoph und Musikwissenschaftler Lionel Dauriac, nahm Mutter und Tochter auf und stellte ihre Erziehung sicher. Die Familie lebte zunächst in Brest, dann in Montpellier.
Im Alter von zwölf Jahren machte Marie die Masern durch, zwei Jahre danach stellte sich als Spätfolge ein Ohrensausen ein, das immer heftiger wurde. Rheumatismus im linken Knie zwang sie zu langen Ruhepausen und behinderte sie beim Gehen. Ab dem Sommer 1889 wurde zudem ihr Sehvermögen so schlecht, dass sie zeitweise nicht mehr lesen und schreiben konnte. Als Konsequenz wurde sie vollkommen taub, schwachsichtig und praktisch stumm.
In den folgenden Jahren begann sie mit einem immensen Lektüreprogramm: Zu den wichtigsten Einflüssen zählten Augustinus, Theresa von Avila und Nietzsche, aber auch Platon, Cicero, Mark Aurel, Schopenhauer, Darwin, Spencer, La Rochefoucauld, Vauvenargues und Renan, unter den zeitgenössischen Schriftstellern Baudelaire, Leconte de Lisle und vor allem Maurice Barrès. 1899 entdeckte sie das Tagebuch der Malerin Marie Bashkirtseff, in der sie eine Geistesverwandte fand.
Marie Lenéru starb am 23. September 1918 an den Folgen der Spanischen Grippe.

## Werk

### Erste literarische Gehversuche
Anfang des 20. Jahrhunderts begann Marie Lenéru an einem Roman zu schreiben, welcher unvollendet blieb (später arbeitete sie ihn in das Stück Les Lutteurs um). Teile aus einem Essay über Saint-Just erschienen erstmals 1906 und 1907 in der Zeitschrift Le Mercure de France. Jedoch konnte sie sich nicht entschließen, ein Buch daraus zu schreiben. 1908 erschien in derselben Zeitschrift unter dem Titel Sense and Sensibility ein Artikel über die taubstumme und blinde US-Amerikanerin Helen Keller. Deren Schicksal inspirierte sie zu dem Prosagedicht La Vivante, das sie bei einem Literaturwettbewerb einreichte. Unter 150 Einsendungen errang sie den ersten Platz. Einer der Preisrichter, Catulle Mendès, erklärte sie zu einem „weiblichen Genie“.

### Die Theaterstücke
Nach ihrem Saint-Just trug sie sich zunächst mit dem Gedanken, Biografien zu verfassen, entdeckte aber dann das Theater. Ihr großes Vorbild wurde François de Curel. Schon ihr erster Versuch wurde zu einem Meisterwerk. 1907 schickte sie den Vier-Akter Les Affranchis an Mendès, der enthusiastisch reagierte. 1908 vermittelte er ihr den Literaturpreis Prix de la Vie Heureuse. 1910 wurde Les Affranchis bei Hachette veröffentlicht und am 10. Dezember des Jahres im Odéon uraufgeführt. Kritiker wie Léon Blum äußerten sich begeistert, und das Publikum war hingerissen. Die Presse schrieb: Eine Frau, die „seit Jahren taub ist, [erringt] den größten Bühnenerfolg der letzten Jahre“. Marie Lenéru zählte plötzlich zur intellektuellen Elite unter französischen Frauen.
1911 vollendete sie La Maison sur le roc, dessen Handlung als Kommentar zu ihrem eigenen Leben gelesen werden kann: eine Frau entkommt einem durchschnittlichen Eheleben, indem sie ihr Talent als Schriftstellerin entdeckt. Sie geht ein Verhältnis mit einem großen Schriftsteller ein, den sie schließlich verlässt. La Maison sur le roc wurde erst 1927 posthum veröffentlicht.
Ihr zweites Theaterstück Le Redoutable von 1912 wurde im Gegensatz zu Les Affranchis vom Publikum eisig aufgenommen, weil es als Kommentar zur Dreyfus-Affäre verstanden wurde. Lenéru zog das Stück nach drei Aufführungen zurück. Im selben Jahr veröffentlichte sie La Triomphatrice, das sogar von der Comédie-Française zur Aufführung angenommen wurde. Wegen des Ersten Weltkriegs gelangte es allerdings erst 1918 zur Uraufführung. Auch dieses Stück wurde schlecht aufgenommen und erlebte nur acht Aufführungen.
Während des Ersten Weltkrieges entwickelte sich Lenéru zur Pazifistin. Bis 1918 veröffentlichte sie in der Zeitschrift L'Intransigeant dazu etwa 15 Artikel, die ihr viel Widerspruch einbrachten. In ihnen setzte sie sich für die Idee des Völkerbunds von Woodrow Wilson ein. Für das Theater verfasste sie das Stück La Paix, dessen Aufführung von der Comédie-Française für inopportun gehalten wurde. Anfang 1918 verließ Marie Lenéru wegen der deutschen Bombardements mit ihrer Mutter Paris und zog nach Lorient, wo sie kurz vor Kriegsende starb. La Paix wurde erst 1921 vom Odéon aufgeführt.

### Das Tagebuch
1886, als Marie zehn Jahre alt war, kaufte ihre Mutter ihr ein Heft und forderte sie auf, Tagebuch zu führen, was damals Teil der Erziehung bürgerlicher Töchter war. Sie hielt diese Übung ohne großen Enthusiasmus drei Jahre lang durch. Dieses Journal d'enfance schloss sie im Januar 1890 mit einigen Erinnerungen an eine Reise an die Côte d’Azur ab.
1893, nach einer langen Erkrankung, nahm Marie Lenéru das Tagebuchschreiben wieder auf. Nun entstand das eigentliche Journal, in dem sie sich der wenigen Äußerungsmöglichkeiten versicherte, die ihr verblieben waren. Das Tagebuch ist eines der ersten Dokumente des Feminismus in Frankreich. Hier reflektiert Marie Lenéru die Möglichkeiten einer Frau, ein unabhängiges, eigenständiges Leben zu führen. Das Tagebuch dokumentiert ausführlich ihre Entwicklung zur Schriftstellerin, während es über die Zeit ihres literarischen Erfolgs eher wenig enthält. Auch ihre Mutter, deren Pflege die Vorbedingung für das Gelingen ihres Lebensentwurfs gewesen war, kommt kaum vor. Marie Lenéru führte das Tagebuch über 19 Jahre hinweg bis kurz vor ihrem Tod.

## Werke von Marie Lenéru
- Le Redoutable
- La Paix. Grasset, 1922.
- Saint-Just. In: Les cahiers verts. Grasset, 1922.
- Le Bonheur des autres. Bloud et Gay, 1925.
- Les Affranchis. Crès, 1926.
- La Maison sur le roc. Plon, 1927.
- La Triomphatrice. Figuière, 1928.
- Les Lutteurs. Figuière, 1928.
- Journal. Crès, 1945 (zwei Bände, später wiederaufgelegt bei Grasset).
- Journal 1893-1918. Bartillat, Paris 2007, ISBN 2-84100-359-0. (enthält nicht das Journal d'enfance)